# Комсомольский сквер (Сочи)
Комсомо́льский сквер — небольшая парковая зона в Центральном районе города Сочи, у устья реки Сочи, Краснодарский край, Россия.

## Описание

Фонтан в центре сквера

Расположен между Курортным проспектом, улицами Несебрской и Воровского. Площадь сквера — 13 592 м².

## История
Сквер создан молодыми сочинцами в 1969—1970 на корчагинских субботниках по проекту и непосредственным руководством лауреата Государственной премии В. Н. Кириченко. Он начертил эскизы, будучи аспирантом московского института. Проект был принят и был воплощён в жизнь 2 года спустя, когда Кириченко стал главным художником города.
В. Н. Кириченко разработал и внедрил технологию изготовления парковых покрытий, задумал безбордюрные дорожки, с которых во время дождей вода свободно сходит на газоны, вместе с комсомольцами отбирал гальку для центрального фонтана «Якоря». 
Найдены были якоря в 1967 году случайно, примерно в 300 метрах от берега между Кудепстой и Адлером. Обнаружили их члены экипажа плавучего плана № 59 7-го Плавстройотряда — капитан А. Чечёткин и крановщик С. Мухин. Четырёхтонные якоря — ручной кузнечной  работы, причём цельнометаллические. На палубе плавкрана вместе с окаменевшим грунтом отвалился тонкий коричневый слой. Пролежав столько времени в морской воде, якоря хорошо сохранились — отливающий синевой металл крепок и звонок. Удивительно  хорошо сохранился деревянный шток якоря, сделанный из двух стволов — он твёрд и глянцевит. 
Якоря в Комсомольском парке устанавливал скульптор В. Глухов. Галька для оформления привезена специально из Дивноморского, белые камни лучше смотрятся на фоне зелени, чем сочинские — серые. По замыслу В. Н. Кириченко якоря были включены в композицию сквера.
8 мая 2014 в сквере открыт монумент «Афганский узел» — первый и единственный в городе памятник сочинцам-героям Афганской войны (1979-1989). Монумент создан за 25 дней. Авторы — Ю. Д. Прокатов, А. Н. Бутаев, и В. А. Звонов. На нём выбиты слова: «Жизнь и смерть — жизнь во имя Отечества и смерть во имя жизни» и имена 25 сочинцев, погибших в боевых действиях в Афганистане.